# Новоселенгинськ
Новоселенгинськ (рос. Новоселенгинск) — селище Селенгинського району, Бурятії Росії. Входить до складу Сільського поселення Нижньоубукунське. Населення —  2067 осіб (2015 рік).
Новоселенгинськ, з городищем Старий Селенгинськ на правому березі річки Селенги, є одним з п'яти історичних міст Бурятії. Мав статус міста з 1684 по 1906 рік.

## Географія
Селище лежить на лівому березі річки Селенга, зі східної сторони федеральної автомагістралі А340 (Кяхтинський тракт), за 24 км на південь від районного центру - міста Гусиноозерська.

## Історія Селенгінську

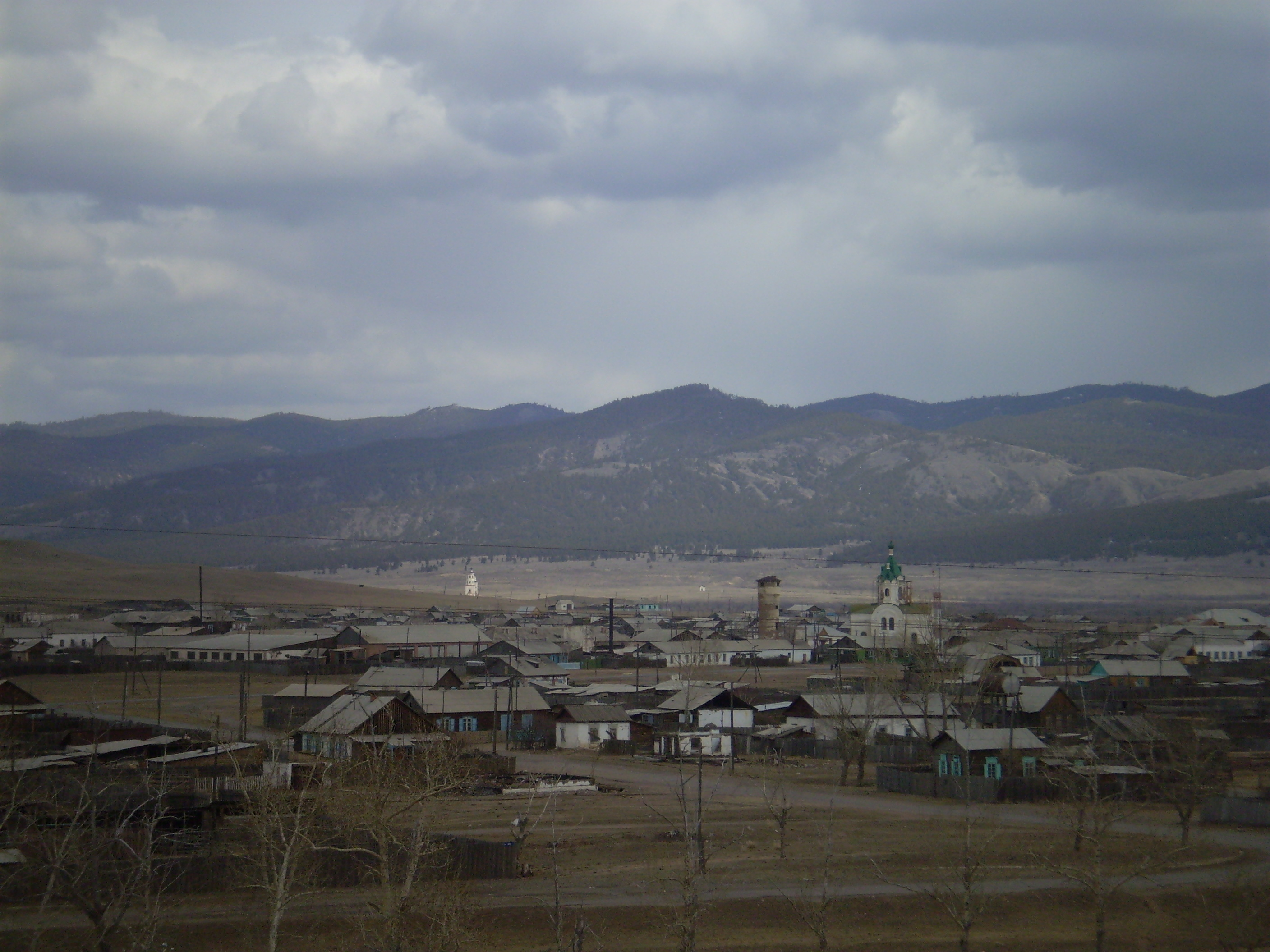
Новоселенгинськ. На задньому плані Селенгинский Спаський собор старого міста

У 1665 році козаки під керівництвом Гаврила Ловцова побудували Селенгинський острог поблизу впадання річки Чикой в Селенгу. У 1670 році острог став адміністративним, військовим і торговим центром Забайкалля, де розташовувалися резиденція воєводи і канцелярія прикордонних справ. До острогу були приписані всі засновані на той час російські поселення Забайкалля: Кабанський, Баргузинський, Іллінський, Верхньоангарський та ін. остроги.
У 1684 році Селенгинский острог отримав статус міста.
На початку 1688 року загони монгольського Тушету-хана, союзника цінського Китаю, осаджували острог. Командував обороною український гетьман Дем'ян Многогрішний, який був у Бурятії у засланні. Більш ніж двомісячна облога закінчилася поразкою монгольських загонів і підписанням Нерчинського договору.
У 1680-ті роки за 35 верст на північ від міста був побудований солеварний завод.
До 1745 року Селенгинськ став найбільшим містом Забайкалля з населенням понад 4 тисячі осіб. До 1755 року через Селенгинськ проходять в Китай казенні торгові каравани. У 1727 році Росія підписала з Китаєм новий торговий договір. Будується місто Троїцькосавськ, за три верстах від нього торгова слобода Кяхта і китайське торгове місто Кяхтинський Маймачен. Починається приватний торг з китайськими купцями в Кяхті. Селенгинськ починає поступово приходити в занепад.